# Euprepoptera
Euprepoptera is een geslacht van rechtvleugeligen uit de familie veldsprinkhanen (Acrididae). De wetenschappelijke naam van dit geslacht is voor het eerst geldig gepubliceerd in 1953 door Uvarov.

## Soorten
Het geslacht Euprepoptera omvat de volgende soorten:
- Euprepoptera polychroma Uvarov, 1953
- Euprepoptera sylvatica Popov & Fishpool, 1992